# مازندرانی دماوند
مازندرانی دماوند یا گویش دماوندی که در دماوند، آبعلی و آبادی‌های شمالی و غربی شهرستان دماوند و آبادی‌های شمالی شهرستان پردیس در استان تهران گویش می‌شود. زبان مازندرانی در دماوند گویشورانی دارد. واژه‌نامه بزرگ تبری، لهجه‌های گوناگون زبان مازندرانی را در دوازده منطقه تعریف کرده که لهجه دوازدهم در منطقه دماوند شامل نواحی کوهستانی شهرستان دماوند و بومهن و فیروزکوه را شامل می‌شود. حبیب برجیان زبان شناس و عضو هیئت ویراستاری دانشنامه ایرانیکا در تعریف حد جنوبی زبان مازندرانی آورده‌ است: اما حد جنوبی مازندرانی از مرزهای استان کنونی درمی‌گذرد و در مسیر جاده تهران- به فیروزکوه و دماوند می‌رسد و تا لواسان و رودبار قصران و گچسر- به فاصله یک تیغه کوه از شهر تهران- پیش می‌رود. این گویش نزدیکی بسیار زیادی با گویش شهرستان آمل دارد. زبان مازندرانی فراتر از رشته‌کوه البرز، شامل فیروزکوه و دماوند می‌شود و تمام مسیر جنوب به حومه تهران در شمیرانات، لواسانات، رودهن و غیره را در بر می‌گیرد. واژه نامه بزرگ تبری گویش دماوندی را به عنوان یکی از دوازده گویش زبان مازندرانی معرفی می کند. گویش طبری دماوندی گویشی از زبان مازندرانی می‌باشد که در تمام نواحی کوهستانی شهرستان دماوند و پردیس را در بر می‌گیرد. گویش منطقه دماوند توسط صادق کیا و مهدی علمداری مورد بررسی قرار گرفته است. در محلات شمالی شهر دماوند تا سه کیلومتری مرکز شهر همچون دشتبان، دشتک، دشتمزار، چشمه‌علا، مشا، احمدآباد و اوره به زبان مازندرانی صحبت می‌شود. همچنین روستاهایی که در مسیر گردنه‌های گدوک و امامزاده هاشم و اطراف آنها واقع شده‌اند همگی به زبان مازندرانی صحبت می‌کنند. از مسیر گدوک: کهنک در منتهی‌الیه شرقی دماوند، آرو، روستاهای دشت کوه شامل: یهر، لی‌ پشت، دهنار، مومج و هویر و سیدآباد در پنجاه کیلومتری گدوک و روستاهای جنوبی آن: کلاک، مشهد ویدره و از مسیر امامزاده هاشم: دهستان آبعلی شامل: مبارک‌آباد، آبعلی، قائم‌‌محله، سادات‌‌محله، کریتون، جورد، وسکاره و ایراء همگی به زبان مازندرانی صحبت می‌کنند. به گفته علیرضا علیجانی عضو شورای اسلامی گویش محلی شهر دماوند برگرفته از مازندرانی و تهران قدیم است

## محدوده جغرافیایی
گویش طبری دماوندی گویشی از زبان مازندرانی می‌باشد که در تمام نواحی کوهستانی شهرستان دماوند و پردیس را در بر می‌گیرد. در محلات شمالی شهر دماوند تا سه کیلومتری مرکز شهر همچون دشتبان، دشتک، دشتمزار، چشمه‌علا، مشا، احمدآباد و اوره به زبان مازندرانی صحبت می‌شود. همچنین روستاهایی که در مسیر گردنه‌های گدوک و امامزاده هاشم و اطراف آنها واقع شده‌اند همگی به زبان مازندرانی صحبت می‌کنند. از مسیر گدوک: کهنک در منتهی‌الیه شرقی دماوند، آرو، روستاهای دشت کوه شامل: یهر، لی پشت، دهنار، مومج و هویر و سیدآباد درپنجاه کیلومتری گدوک و روستاهای جنوبی آن: کلاک، مشهد ویدره و از مسیر امامزاده هاشم: دهستان آبعلی شامل: مبارک‌آباد، آبعلی، قائم محله، سادات محله، کریتون، جورد، وسکاره و ایراء همگی به زبان مازندرانی صحبت می‌کنند.
شهرهایی که طبری دماوندی در آن رایج هستند از قبیل زیر هستند:
1. دماوند: در شمال شهر دماوند، به فاصله دو یا سه کیلومتر از مرکز شهر، گویش مازندرانی رایج است؛ اما درجنوب شهر تا شعاع ۳۰ کیلومتری لهجه‌های گویش دماوندی رواج دارد.[۱۷]
2. رودهن: بومیان قدیمی شهر رودهن به زبان مازندرانی صحبت می‌کنند.
3. بومهن: بومیان قدیمی شهر رودهن به زبان مازندرانی صحبت می‌کنند.
4. آّبعلی: تمامی ساکنان شهر آبعلی به زبان مازندرانی صحبت می‌کنند.

## دستور زبان

### ضمایر
در گویش طبری دماوندی ضمیر سه حالت دارد: فاعلی، مفعولی و ملکی.
| ضمیر                 | ۱ مفرد  | ۲ مفرد  | ۳ مفرد  | ۱ جمع | ۲ جمع  | ۳ جمع   |
| -------------------- | ------- | ------- | ------- | ----- | ------ | ------- |
| فاعلی، طبری دماوندی  | men     | te/tu   | ve/vi   | emâ   | šemâ   | vešun   |
| مفعولی، طبری دماوندی | mere    | tere    | vere    | emâre | šemare | vešunre |
| ملکی، طبری دماوندی   | me/mene | te/tene | ve/vene | ame   | šeme   | vešune  |

### شناسه
در زبان فارسی دو دسته شناسه داریم: گذشته و حال. اما در گویش طبری دماوندی سه دسته شناسه داریم: گذشته، حال ساده و حال التزامی. (نمونه زیر بر اساس گویش طبری دماوندی تنظیم شده‌است)
۱. گذشته:
- بن ماضی ساده: -bemu = آمد
- بن ماضی استمراری: -emu = می‌آمد

| گذشته | ۱ مفرد | ۲ مفرد | ۳ مفرد | ۱ جمع | ۲ جمع | ۳ جمع |
| ----- | ------ | ------ | ------ | ----- | ----- | ----- |
| شناسه | me     | i      | e/∅    | emi   | eni   | ene   |

۲. حال ساده:
- بن مضارع اخباری: -e = می‌آید

| حال ساده | ۱ مفرد | ۲ مفرد | ۳ مفرد | ۱ جمع | ۲ جمع | ۳ جمع |
| -------- | ------ | ------ | ------ | ----- | ----- | ----- |
| شناسه    | mme    | ni     | ne     | emmi  | enni  | enne  |

۳. حال التزامی:
- بن مضارع التزامی: -bi = بیاید

| حال التزامی | ۱ مفرد | ۲ مفرد | ۳ مفرد | ۱ جمع | ۲ جمع | ۳ جمع |
| ----------- | ------ | ------ | ------ | ----- | ----- | ----- |
| شناسه       | em/m   | i/∅    | e/ye   | im/m  | in/n  | en/n  |

### صرف فعل
در جدول زیر فعل آمدن (bemuan) بر اساس گویش طبری دماوندی در زمان‌های مختلف صرف می‌شود.(نمونه زیر براساس طبری دماوندی می‌باشد)
| زمان/شخص           | ۱ مفرد      | ۲ مفرد      | ۳ مفرد     | ۱ جمع        | ۲ جمع        | ۳ جمع       |
| ------------------ | ----------- | ----------- | ---------- | ------------ | ------------ | ----------- |
| گذشته ساده         | bemume      | bemui       | bemu       | bemumi       | bemuni       | bemune      |
| گذشته کامل         | bemu-bime   | bemu-bi     | bemu-bie   | bemu-bimi    | bemu-bini    | bemu-bine   |
| گذشته التزامی      | bemu-bum    | bemu-bui    | bemu-bu    | bemu-buim    | bemu-buin    | bemu-bun    |
| گذشته التزامی کامل | bemu-bi-bum | bemu-bi-bui | bemu-bi-bu | bemu-bi-buim | bemu-bi-buin | bemu-bi-bun |
| گذشته استمراری     | emume       | emui        | emu        | emumi        | emuni        | emune       |
| گذشته در حال انجام | dai-emume   | dai-emui    | dai-emu    | dai-emumi    | dai-emuni    | dai-emune   |
| حال ساده/آینده     | emme        | eni         | ene        | emmi         | enni         | enne        |
| حال در حال انجام   | dar-emme    | dar-eni     | dar-ene    | dar-emmi     | dar-enni     | dar-enne    |
| حال التزامی        | biem        | bi          | biye       | bim          | bin          | bien        |
| آینده              | xâmme biem  | xâni bi     | xâne biye  | xâmmi bim    | xânni bin    | xânne bien  |

### جملات
برخی جملات طبری دماوندی و مقایسه آن با فارسی:
| فارسی معیار                    | گویش طبری دماوندی                   |
| ------------------------------ | ----------------------------------- |
| آردیش را بیخته، الکش را آویخته | vene ârd alak baye vene parijen dâr |
| گنجشک تن تو یک مثقال است       | mičkâ te tan atâ mesqâle            |
| پسر او دوتا پسر دارد           | ve rikâ deta rikâ dâyne             |